# Gare de Juziers
La gare de Juziers est une gare ferroviaire française de la ligne de Paris-Saint-Lazare à Mantes-Station par Conflans-Sainte-Honorine, située dans la commune de Juziers (département des Yvelines).
C'est une gare SNCF desservie par les trains du réseau Transilien Saint-Lazare (ligne J). Elle se situe à 46,6 km de la gare de Paris-Saint-Lazare.

## Histoire
La gare est située sur la partie de la ligne de Paris-Saint-Lazare à Mantes-Station par Conflans-Sainte-Honorine ouverte le 1er juin 1892. La ligne fut ensuite électrifiée de bout-en-bout en 25 kV - 50Hz le 27 mars 1967.
Depuis 2004, c'est le Transilien J qui dessert la gare depuis Paris Saint-Lazare et vers Mantes-la-Jolie. Depuis le 20 février 2019, ce sont des Z 50000 qui assurent la circulation.

## La gare
La gare est desservie par les trains du réseau Saint-Lazare du Transilien. Elle se situe à 46,6 km de la gare de Paris-Saint-Lazare.

## Fréquentation
En 2012, 350 voyageurs ont pris le train dans cette gare chaque jour ouvré de la semaine.
De 2015 à 2023, les estimations de la SNCF sont les suivantes :
| Année         | 2015    | 2016    | 2017    | 2018    | 2019    | 2020    | 2021    | 2022    | 2023    |
| ------------- | ------- | ------- | ------- | ------- | ------- | ------- | ------- | ------- | ------- |
| Fréquentation | 252 094 | 251 359 | 268 597 | 281 817 | 296 880 | 144 256 | 307 728 | 361 367 | 360 537 |

## Correspondances
La gare est desservie par les lignes 9, 19 et 20 du réseau de bus du Mantois.